# Screaming Symphony
Screaming Symphony è il quarto album in studio della band heavy metal statunitense Impellitteri, pubblicato il 22 maggio 1996 per la JVC.

## Tracce
1. Father Forgive Them – 3:28
2. I'll Be with You – 3:39
3. Walk Away – 4:04
4. Kingdom of Light – 4:09
5. Countdown to the Revolution – 3:58
6. 17th Century Chicken Pickin' – 2:29
7. Rat Race – 4:11
8. For Your Love – 4:21
9. You Are the Fire – 2:43

## Formazione
- Rob Rock – voce
- Chris Impellitteri – chitarra
- James Amelio Pulli – basso
- Edward Harris Roth – tastiera
- Ken Mary – batteria